# جان هیلتون (بازیکن تنیس روی میز)
جان هیلتون (انگلیسی: John Hilton؛ زادهٔ ۱۹۴۷) یک بازیکن تنیس روی میز اهل بریتانیا است. 
وی در مسابقات کشوری و بین‌المللی در مجموع برنده ۱ مدال طلا، ۱ مدال نقره شده‌است.